# A Capela, Galicia
A Capela 43°35′9,24″B 7°46′14,23″T / 43,58333°B 7,76667°T là một đô thị của Ferrolterra ở tây bắc Tây Ban Nha ở tỉnh A Coruña tại cộng đồng tự trị của Galicia. Dân số Ferrolterra có quy mô lớn thứ 3 ở Galicia, và có dân cư rải rác trên 211.000 (2005).